# シゲタサヤカ
シゲタ サヤカ（1979年 - ）は、日本の絵本作家、イラストレーター。

## 来歴
1979年、神奈川県生まれ、群馬県育ち。
短大卒業後、印刷会社勤務を経て、パレットクラブスクールで絵本製作を学ぶ。
パレットクラブスクールで、長新太、スズキコージ、飯野和好らの講義を受講し、影響を受ける。
第28～30回講談社絵本新人賞で佳作を3年連続授賞する。
2009年、第30回佳作受賞作『まないたにりょうりをあげないこと』（講談社）で絵本作家デビュー。
絵本作品に『りょうりをしてはいけないなべ』（講談社）、『キャベツがたべたいのです』（教育画劇）などがある。
登場するキャラクターが全員白目という特徴がある。

## 受賞歴
- 2005年 「おいしいバケモノ」 WEB絵本 おはなし絵本クラブ大賞／'05年上半期 大賞
- 2006年 「コックになりたいのです」 第28回 講談社絵本新人賞／佳作
- 2007年 「みせでいちばんおいしくりょうりをにこむことのできるなべ」 第29回 講談社絵本新人賞／佳作
- 2008年　「まないたにりょうりをあげないこと」 第30回 講談社絵本新人賞／佳作
- 2009年　「まないたにりょうりをあげないこと」 第2回 MOE絵本屋さん大賞・新人賞／入賞（3位）
- 2011年　「キャベツがたべたいのです」 第4回 MOE絵本屋さん大賞／入賞（14位）
- 2012年　「オニじゃないよおにぎりだよ」 第3回 リブロ絵本大賞／入賞（6位）
- 2012年　「オニじゃないよおにぎりだよ」 第5回 MOE絵本屋さん大賞／入賞（7位）
- 2013年　「オニじゃないよおにぎりだよ」 第6回 この本よかっ!!子どもの絵本大賞in九州／入賞（1位）
- 2013年　「おいしいぼうし」 第6回 MOE絵本屋さん大賞／入賞（30位）
- 2014年　「いくらなんでもいくらくん」 第7回 MOE絵本屋さん大賞／入賞（30位）

## 主な著作

### 絵本
- 『まないたにりょうりをあげないこと』　2009年08月、講談社、ISBN 978-4061324084
- 『りょうりをしてはいけないなべ』　2010年08月、講談社、ISBN 978-4061324329
- 『キャベツがたべたいのです』　2011年05月、教育画劇、ISBN 978-4774611945
- 『コックの ぼうしは しっている』　2011年05月26日、講談社、ISBN 978-4061324664
- 『オニじゃないよ おにぎりだよ』　2012年01月、えほんの杜、ISBN 978-4904188149
- 『おいしいぼうし』2013年05月01日、教育画劇、ISBN 978-4774612744
- 『わりばしワーリーもういいよ』　2013年07月10日、鈴木出版、ISBN 978-4790252634
- 『いくらなんでもいくらくん』　2013年11月15日、イースト・プレス、ISBN 978-4781610887
- 『カッパも やっぱり キュウリでしょ？』　2014年10月30日、講談社、ISBN 978-4061325890
- 『遊んで学べる 神奈川県民ジモトかるた』　2016年12月02日、講談社、ISBN 978-4062203203